# 徳島県小学校の廃校一覧
徳島県小学校の廃校一覧（とくしまけんしょうがっこうのはいこういちらん）は、徳島県内の廃校になった小学校の一覧。対象となるのは、学制改革（1947年）以降に廃校となった小学校と分校である。学校名は廃校当時のもの。廃校時に小学校が所在していた自治体がその後合併により消滅している場合は、現行の自治体に含める。また現在休校中の県内の小学校（分校）も含む。
（）内は廃校になった年（もしくは休校になった年）、統合先の小学校など。なお、※印付きの小学校は、廃校決定まで数年〜数十年の休校期間があった小学校である。

## 徳島市
- 徳島市八万小学校南分校（1977年6月徳島市八万南小学校開校に伴い廃校）[1]
- 徳島市八万小学校西分校（同上）[1]
- 徳島市渋野小学校〈旧〉（1986年宮井小本庄分校と統合し徳島市渋野小学校〈新〉へ）[2]
- 徳島市宮井小学校本庄分校（1986年渋野小〈旧〉と統合し渋野小〈新〉へ）[2]
- 徳島市宮井小学校八多分校（2010年休校、2015年廃校）[3]
- 徳島市飯谷小学校（2016年休校、児童は徳島市宮井小学校へ通学）[4]

## 鳴門市
- 鳴門市立北灘東小学校櫛木分校（1967年）[5]
- 鳴門市立島田小学校室分校（1981年）[6]
- 鳴門市島田小学校（2010年休校）[7]
- 鳴門市板東小学校〈旧〉（2012年川崎小と統合し鳴門市板東小学校〈新〉へ）[8]
- 鳴門市川崎小学校（2012年板東小〈旧〉と統合し板東小〈新〉へ）[8]
- 鳴門市北灘東小学校（2015年休校、児童は鳴門市明神小学校へ通学）[9]
- 鳴門市北灘西小学校（同上）[9]
- 鳴門市瀬戸小学校（2018年休校、児童は明神小へ通学）[9]
- 鳴門市鳴門東小学校（2024年休校）[10]

## 阿南市
- 阿南市立蒲生田小学校（1992年休校、阿南市立椿小学校へ編入）[11]
- 阿南市立大井小学校（1994年休校、阿南市立吉井小学校へ編入）[12]
- 阿南市立見能林小学校中林分校（1996年）[13]
- 阿南市立見能林小学校大潟分校（1996年）[13]
- 阿南市立福井南小学校（1999年休校、阿南市立福井小学校へ編入）[14]
- 阿南市立新野西小学校（2009年休校、阿南市立新野小学校に編入）
- 阿南市立伊島小学校（2022年休校）[15]

## 吉野川市
- 吉野川市立中枝小学校（2007年休校、種野小へ編入）[16]
- 吉野川市立川田小学校（2018年統合により吉野川市立高越小学校へ）[17]
- 吉野川市立川田中小学校（同上）[17]
- 吉野川市立川田西小学校（同上）[17]
- 吉野川市立種野小学校（同上）[17]
- 吉野川市立上浦小学校（2023年休校）[18]
- 美郷村立中村小学校（1990年休校）[19]
- 美郷村立東山小学校（2001年休校、種野小へ編入）[16]
- 山川町立川田山小学校（1984年休校、川田中小へ編入[20]、2010年廃校[21]）

## 阿波市
- 土成町立御所小学校平間分校（1970年休校、2001年廃校）[22]
- 市場町立日開谷小学校（2000年阿波市立大俣小学校〈当時：市場町立〉へ統合）[23]
- 市場町立大影小学校（同上）[23]

## 美馬市
- 美馬市立芋穴小学校（廃校時期不明、美馬市立岩倉小学校へ編入[24]）
- 美馬市立長尾小学校（1987年休校、美馬市立穴吹小学校へ編入[24]）
- 美馬市立重清西小学校中野分校（1991年休校[25]、2013年廃校[24]、2014年時点で廃校扱い[26]）
- 美馬市立中野小学校（1997年休校、岩倉小へ編入[24]）
- 美馬市立半平小学校（1999年休校、穴吹小へ編入[24]）
- 美馬市立平帽子小学校（2004年休校、岩倉小へ編入[24]）
- 美馬市立大谷小学校（2008年休校[27]、岩倉小へ編入[24]、2014年時点で廃校扱い[26]）
- 美馬市立切久保小学校（2008年休校、芝坂小へ編入[27]、2011年廃校[28]）
- 美馬市立川原柴小学校（2009年休校[29]、岩倉小へ編入[24]、2014年時点で廃校扱い[26]）
- 美馬市立江原東小学校（2010年休校、美馬市立江原北小学校へ編入[30]、2014年時点で廃校扱い[26]）
- 美馬市立初草小学校（2010年休校、穴吹小へ編入[31]、2014年時点で廃校扱い[26]）
- 美馬市立重清北小学校（2010年休校、重清東小へ編入[32]、2011年廃校[28]）
- 美馬市立宮内小学校（2013年休校、穴吹小へ編入）[31]
- 美馬市立芝坂小学校（2017年統合により美馬市立美馬小学校へ）[33]
- 美馬市立郡里小学校（同上）[33]
- 美馬市立喜来小学校（同上）[33]
- 美馬市立重清東小学校（同上）[33]
- 美馬市立重清西小学校（同上）[33]
- 美馬市立清水小学校（2017年江原北小へ統合）[30]
- 穴吹町立尾山小学校（1954年穴吹小へ統合）[31]
- 穴吹町立宮内小学校樫山分校（1963年）[34]
- 穴吹町立半平小学校杖立分校（1969年）[34]
- 穴吹町立穴吹小学校空野分校（1974年休校）[31]
- 穴吹町立長尾小学校落合分校（1979年）[34]
- 穴吹町立長尾小学校内田分校（1979年）[34]
- 穴吹町立渕名小学校（1996年休校、穴吹小へ編入[24]、2014年時点で廃校扱い[26]）
- 木屋平村立二戸小学校（1972年三ツ木小へ統合）[35]
- 木屋平村立三ツ木小学校（1982年川井小へ統合）[35]
- 木屋平村立木屋平小学校〈旧〉（2002年川井小と統合し美馬市立木屋平小学校〈当時：木屋平村立〉へ）[35]
- 木屋平村立川井小学校（2002年木屋平小〈旧〉と統合し木屋平小〈新〉へ）[35]

## 三好市
- 三好市立大野小学校佐連分校（1991年休校、2004年廃校）[36]
- 三好市立馬場小学校（2000年休校、2013年廃校）[37]
- 三好市立野呂内小学校（2004年休校、2013年廃校）[38]
- 三好市立太刀野山小学校（2004年休校、2013年廃校）[39]
- 三好市立出合小学校（2005年休校、2013年廃校）[40]
- 三好市立井内小学校野住分校（2003年休校）[41]
- 三好市山城町立平野小学校（2006年休校、大野小へ編入、2013年廃校）[36]
- 三好市立芝生小学校太刀野分校（2008年休校）[42]
- 三好市立漆川小学校（2008年休校、2013年廃校）[43]
- 三好市立和田小学校（2009年休校、2011年廃校）[44]
- 三好市立善徳小学校（2010年休校、三好市立檪生小学校へ編入[45]、2013年廃校[46]）
- 三好市立西岡小学校（2010年休校、檪生小へ編入[45]、2013年廃校[47]）
- 三好市立西宇小学校（2011年休校、三好市立下名小学校へ編入[48]、2013年廃校[49]）
- 三好市立河内小学校（2011年休校、三好市立山城小学校へ編入[50]、2013年廃校[51]）
- 三好市立大和小学校（2011年休校、山城小へ編入[50]、2015年廃校[52]）
- 三好市立上名小学校（2012年休校[53]、下名小へ編入[48]、2017年廃校[54]）
- 三好市立有瀬小学校（2012年）[54]
- 三好市立東谷小学校（2012年）[54]
- 三好市立名頃小学校（2012年統合により三好市立東祖谷小学校へ[55]）[56]
- 三好市立栃之瀬小学校（同上）[57]
- 三好市立落合小学校（同上）[58]
- 三好市立菅生小学校（同上）[59]
- 三好市立西山小学校（2012年休校、2013年廃校）[60]
- 三好市立佐野小学校（2012年休校、2014年6月30日廃校）[61]
- 三好市立大野小学校（2014年休校[62]、山城小へ編入[50]、2017年廃校[54]）
- 三好市立川崎小学校（2015年休校）[63]
- 三好市立政友小学校（2017年休校）[64]
- 三好市立井内小学校（2018年休校）[65]
- 三好市立吾橋小学校（2022年休校）[66]
- 東祖谷山村栃之瀬小学校谷道分校（1969年）[57]
- 東祖谷山村落合小学校深渕分校（1974年）[58]
- 東祖谷山村菅生小学校名頃分校（1979年）[59]
- 池田町立出合小学校山風呂分校（1982年）[40]
- 池田町立下野呂内小学校（2005年）[54]
- 山城町立河内小学校粟山分校（1988年休校、2004年廃校）[67]

## 勝浦郡
- 勝浦町立坂本小学校 (1999年勝浦町立横瀬小学校へ統合)
- 上勝町立福原小学校〈初代〉（1969年生実小と統合し福原小〈2代目〉となり、1971年上勝西小へ改称）[68]
- 上勝町立生実小学校（1969年福原小〈初代〉と統合し福原小〈2代目〉となり、1971年上勝西小へ改称）[68]
- 上勝町立正木小学校（1986年傍示小と統合し上勝東小へ）[68]
- 上勝町立傍示小学校（1986年正木小と統合し上勝東小へ）[68]
- 上勝町立上勝西小学校（1987年旭小と統合し福原小〈3代目〉へ）[68]
- 上勝町立旭小学校（1987年上勝西小と統合し福原小〈3代目〉へ）[68]
- 上勝町立上勝東小学校（1999年福原小〈3代目〉と統合し上勝町立上勝小学校へ）[68]
- 上勝町立福原小学校〈3代目〉（1999年上勝東小と統合し上勝小へ）[68]

## 名東郡
- 佐那河内村立宮前小学校（1969年統合により佐那河内村立佐那河内小学校へ）[69]
- 佐那河内村立高樋小学校（同上）[69]
- 佐那河内村立嵯峨小学校（同上）[69]

## 名西郡
- 石井町立石井小学校尼寺分校（2001年休校）[70]
- 神山町立広野小学校持部分校（1986年休校、2015年廃校）[71]
- 神山町立左右内小学校（1987年休校[72]、神山町立神領小学校へ編入、2015年廃校）
- 神山町立上分小学校（1999年休校、2015年廃校）
- 神山町立鬼籠野小学校（2001年休校、2015年廃校）
- 神山町立下分小学校（2001年休校、2015年廃校）
- 神山町立阿川小学校（2004年休校、神山町立広野小学校へ編入、2015年廃校）[71]
- 神山町立鬼籠野小学校一の坂分校（2015年）

## 那賀郡
- 那賀町立鷲敷小学校〈2代目〉（2006年阿井小と統合し那賀町立鷲敷小学校〈3代目〉へ）[73]
- 那賀町立阿井小学校（2006年鷲敷小〈2代目〉と統合し鷲敷小〈3代目〉へ）[73]
- 那賀町立木沢小学校（2014年那賀町立相生小学校へ統合）[74]
- 那賀町立桜谷小学校（2016年相生小へ統合）[75]
- 那賀町立北川小学校（2017年休校、児童は那賀町立木頭小学校へ通学）[76]
- 那賀町立平谷小学校（2023年休校、児童は那賀町立相生小学校へ通学）
- 鷲敷町立鷲敷小学校〈初代〉（1971年中山小と統合し鷲敷小〈2代目〉へ）[73]
- 鷲敷町立中山小学校（1971年鷲敷小〈初代〉と統合し鷲敷小〈2代目〉へ）[73]
- 相生町立延野小学校（2001年統合により相生小へ）[74]
- 相生町立平野小学校（同上）[74]
- 相生町立西納小学校（同上）[74]
- 相生町立日野谷小学校（同上）[74]
- 上那賀町立白石小学校（1970年那賀町立平谷小学校〈当時：上那賀町立〉白石分校となり、1971年廃校）[77]
- 上那賀町立轟小学校（1975年桜谷小へ統合）[78]
- 上那賀町立深森小学校（1976年桜谷小へ統合）[78]
- 上那賀町立海川小学校（2005年平谷小へ統合）[77]

## 海部郡
- 牟岐町立出羽小学校（1993年休校[79]、2009年廃校）
- 牟岐町立河内小学校（2013年牟岐町立牟岐小学校へ統合）[80]
- 美波町立赤松小学校（2010年美波町立日和佐小学校へ統合）[81]
- 美波町立阿部小学校（2011年休校、美波町立由岐小学校へ編入）[82]
- 美波町立木岐小学校（2016年休校[83]、由岐小に編入）
- 日和佐町立西河内小学校（1962年日和佐小へ統合）[81]
- 日和佐町立西河内小学校恵比寿浜分校（同上）[81]
- 日和佐町立大戸小学校（1972年日和佐小へ統合）[81]
- 日和佐町立山河内小学校（1992年日和佐小へ統合）[81]
- 由岐町立由岐小学校〈旧〉（1978年志和岐小と統合し由岐小〈新〉へ）[82]
- 由岐町立志和岐小学校（1978年由岐小〈旧〉と統合し由岐小〈新〉へ）[82]
- 海陽町立海南小学校〈旧〉（2011年統合により海陽町立海南小学校〈新〉へ）[84]
- 海陽町立川上小学校（同上）[84]
- 海陽町立浅川小学校（同上）[84]
- 海陽町立宍喰小学校竹ヶ島分校（2007年休校）[85]
- 海南町立浅川小学校竹ノ内分校（1965年）
- 海部町立海部西小学校（2004年海部東小と統合し海陽町立海部小学校〈当時：海部町立〉へ）[86]
- 海部町立海部東小学校（2004年海部西小と統合し海部小へ）[86]
- 宍喰町立宍喰小学校〈旧〉（1983年角坂小と統合し宍喰小〈新〉へ）[85]
- 宍喰町立角坂小学校（1983年宍喰小〈旧〉と統合し宍喰小〈新〉へ）[85]

## 美馬郡
- つるぎ町立坂根小学校（2006年休校、八千代小へ編入）
- つるぎ町立皆瀬小学校（2006年休校、つるぎ町立貞光小学校へ編入）[注釈 1]
- つるぎ町立古見小学校（2015年休校[87]、貞光小へ編入）
- つるぎ町立八千代小学校（2016年休校[88]、つるぎ町立半田小学校へ編入）[注釈 2]
- 貞光町立皆瀬小学校引地分校（1970年休校、1990年廃校）
- 貞光町立柴内小学校（1986年休校、つるぎ町立太田小学校〈当時：貞光町立〉へ編入）[注釈 3]
- 貞光町立端山小学校猿飼分校（1991年休校）[89]
- 貞光町立平野小学校（1997年休校、貞光小へ編入）[注釈 4]
- 貞光町立端山小学校（2003年休校、貞光小へ編入）[注釈 5]
- 一宇村立片川小学校（1978年休校、古見小へ編入）[90]
- 一宇村立応能小学校（1989年休校、古見小へ編入）
- 一宇村立明谷小学校（1997年休校、古見小へ編入）
- 一宇村立古見小学校剪宇分校（1978年休校、2000年10月1日廃校）[90]
- 一宇村立錦谷小学校（2003年休校、古見小へ編入）
- 半田町立大惣小学校（1987年休校、2000年廃校）
- 半田町立白石小学校（1993年休校、八千代小へ編入）
- 半田町立日浦小学校（1995年休校、半田小へ編入）
- 半田町立高清小学校（1999年休校）
- 半田町立紙屋小学校（1999年休校、八千代小へ編入）

## 三好郡
- 東みよし町立黒長谷小学校（1990年休校、2009年廃校）
- 東みよし町立毛田小学校（1995年休校、2011年廃校）
- 東みよし町立増川小学校（1999年休校、2005年廃校[91]）
- 東みよし町立大藤小学校（1999年休校、2009年廃校）
- 東みよし町立西庄小学校（2010年休校）[92]
- 東みよし町立絵堂小学校（2011年休校、児童は東みよし町立三庄小学校へ通学）[93]
- 東みよし町立東山小学校（2011年休校、児童は東みよし町立昼間小学校へ通学）[93]